# Stauanlage Diepenbenden

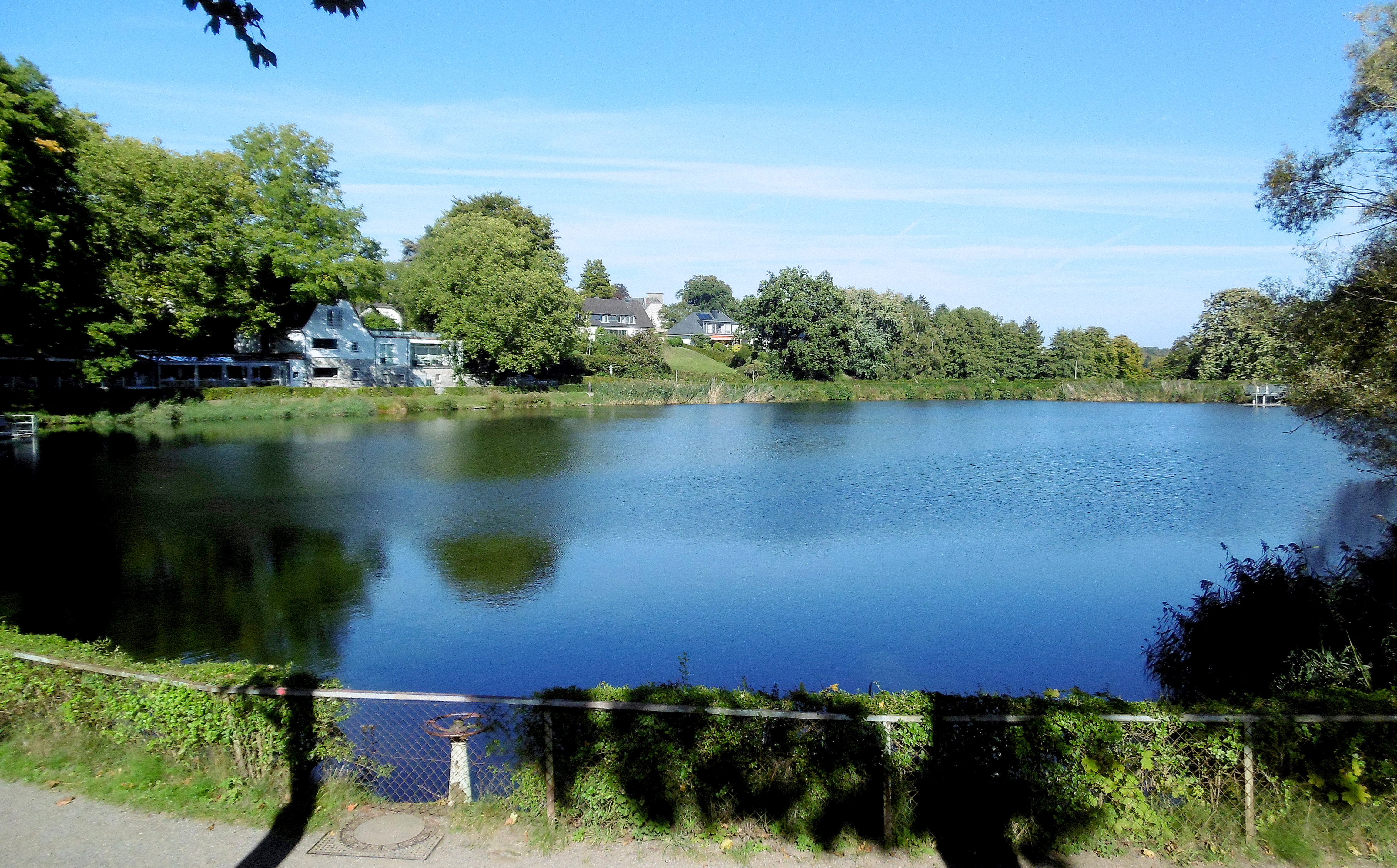
Oberer Stausee mit Restaurant Haus am See (2023)
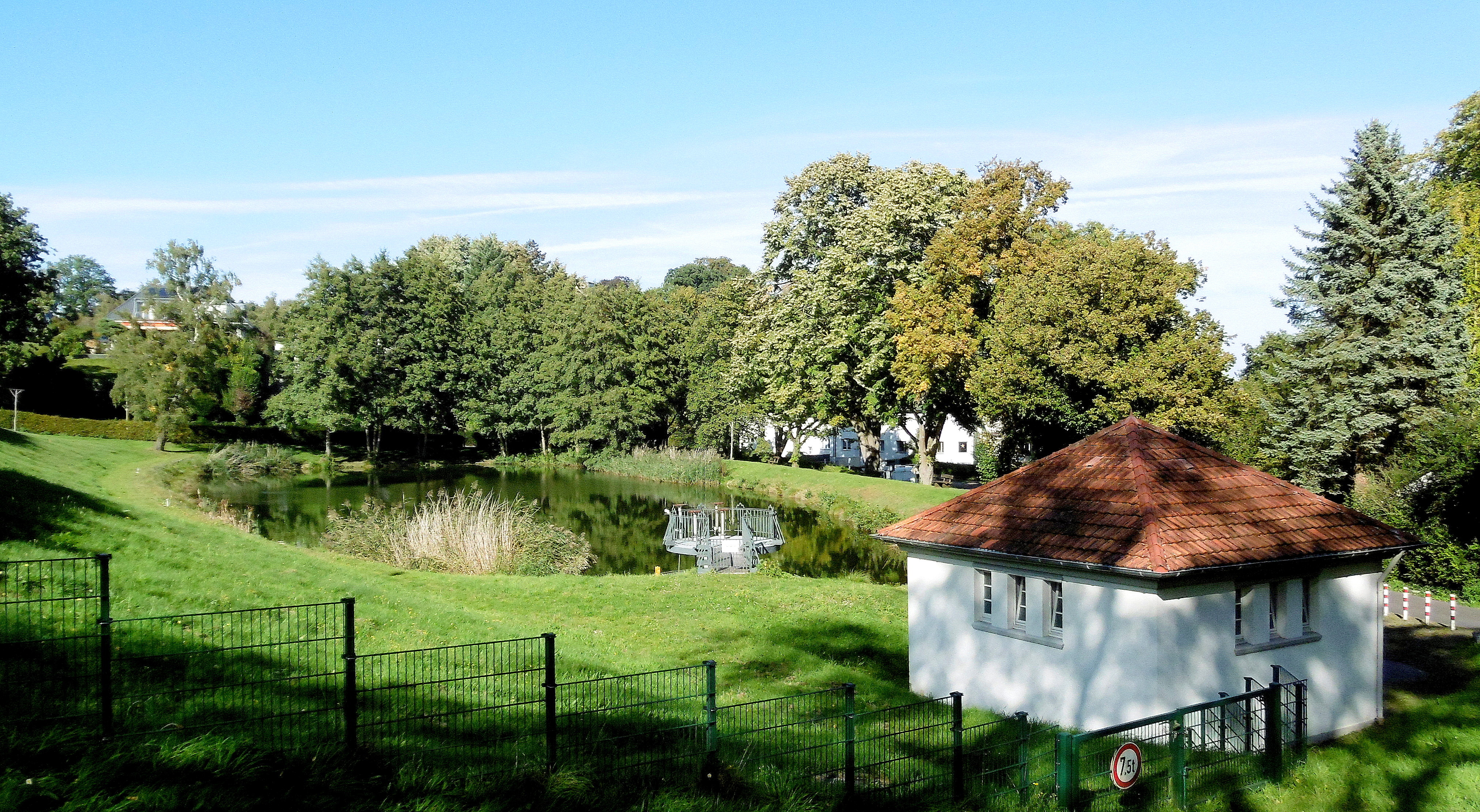
Unterer Stausee (2023)

Die Stauanlage Diepenbenden ist ein Stillgewässer in Aachen-Steinebrück und besteht aus einem Ober- und einem Unterbecken. Das Oberbecken wird durch die Quellbäche „Luttitz“ und „Wolfschlucht“ der Wurm und das Unterbecken durch die eigentliche unterhalb des Düsbergkopfes entspringende Wurm-Hauptquelle gespeist. 
Das Volumen beider Anlagen beträgt etwa 91.000 m³, die Tiefe 8 m. Im Jahr 2010 wurde das Becken grundsaniert.
Die Stauanlage wurde um 1930 erbaut, zur gleichen Zeit wie der Stauweiher Kupferbach. Seit 2020 sind dort Biber ansässig. Am nördlichen Seeufer befindet sich seit frühester Zeit eine Gastronomie. Seit den 1960er-Jahren erhielt der „Aachener Modellboot-Club 1960 e. V.“ ein Nutzungsrecht für die Stauanlage Diepenbenden. Fast jeden Sonntag treffen sich die Mitglieder des Vereins und lassen ihre Modellboote zu Wasser, wobei keine Schiffsmodelle mit Verbrennungsmotoren und Rennboote zugelassen sind.